# 索爾·勒維特
所羅門·索爾·勒維特（Solomon "Sol" LeWitt，1928年9月9日—2007年4月8日）是一位美國猶太藝術家，他是觀念藝術和極簡主義藝術的創始人之一，此外還參與了其他多場現代藝術運動。 他于1960年代末期以素描和雕塑成名，但實際上還涉足繪畫、攝影、版畫等多個領域。

## 生平

索爾·勒維特的無題作品，1992年

勒維特出生于美國康涅狄格州哈特福的一個俄國猶太移民家庭，他的母親曾帶他去哈特福沃兹沃思学会學習藝術。1949年自雪城大學本科畢業，获学士学位，勒維特動身前往歐洲旅遊，遍覽古代大師畫作。之後又曾入伍參加朝鮮戰爭。1953年遷居紐約市，在下西區猶太聚集區建立了自己的畫室。同時，他還在紐約的視覺藝術學院學習，並為美國雜誌《17》做過一些設計工作，後來便成爲了設計師。1960年又曾在大都會藝術博物館做接待員，並在此結識了羅伯特·雷曼等同行。
1960年代末期，他在紐約大學和視覺藝術學院教書。1980年離開紐約前往意大利斯波莱托，直到1980年代末才返回美國，之後基本住在康涅狄格州的切斯特。78嵗因癌症死于紐約。

## 外部連結
- Sol LeWitt exhibition at Paula Cooper Gallery, NYC 2013 （页面存档备份，存于）
- Sol LeWitt artwork at Brooke Alexander Gallery
- 現代藝術博物館收藏的索爾·勒維特作品